# David Denicke
David Denicke (Zittau, 30 januari 1603 – Hannover, 1 april 1680) was een Duits kerklieddichter en jurist.

## Biografie
In Wittenburg en Jena studeerde Denicke rechtsgeleerdheid en filosofie. In Kaliningrad was hij privaatdocent. Hij reisde in de jaren 1625 tot 1628 naar Nederland, Engeland en Frankrijk. In 1629 werd hij hofmeester van de zoon van de hertog George van Brunswijk-Calenberg in Herzberg am Harz. In 1639 werd hij abt van de abdij van Bursfelde, in 1640 lid van de Hofraad en twee jaar later lid van de kerkenraad in Hannover. Justus Gesenius publiceerde in 1646 samen met David Denicke een liedbundel, die voor de thuisdevotie bestemd was, het Neu ordentlich Gesangbuch. Deze bundel diende als basis voor het in 1659 verschenen Hannoversche Gesangbuch. Tegenwoordig worden nog steeds liederen uit het Hannoversche Gesangbuch gezongen. Enkele werden, vertaald en bewerkt voor de Nederlandse taal, ook in Nederlandse, met name protestantse, kerkliedboeken opgenomen; een klein aantal liederen in het Nederlandse Liedboek voor de Kerken, in 2013 vervangen door het meer oecumenische Liedboek - zingen en bidden in huis en kerk,  gaat voor wat betreft tekst of melodie geheel of ten dele terug op het Gesangbuch van 1646. 

## Publicaties (selectie)
- New Ordentlich Gesang-Buch. Sampt Einer nothwendigen Vorrede u. Erinnerung Von dessen nützlichem Gebrauch (Hannover, 1646)
- Herr, für dein Wort sei hoch gepreist (EG 196)